# 第272国民擲弾兵師団
第272国民擲弾兵師団（272. Volks-Grenadier-Division）は、ドイツ陸軍の歩兵師団である。

## 編成
第272国民擲弾兵師団はデーベリッツ（Döberitz）訓練場で1944年9月17日に編成された。兵員は、第575国民擲弾兵師団とノルマンディー上陸作戦において、壊滅した第272歩兵師団の残存部隊によって編成された。
1944年8月に発足した師団構造により兵力は、それぞれ2個大隊を有する3個歩兵連隊、4個大隊をは砲兵連隊、工兵大隊、対戦車猟兵大隊、通信大隊で構成され、約10,000人の規模となった。
6週間の再編成と訓練の後、師団は1944年11月初めに西部戦線に送られ、ルール川沿いのヒュルトゲンの森の戦いに参加し、その後ライン川に後退した。
1945年4月、連合軍によるルールポケット包囲戦により師団は降伏した。なお、師団の一部は脱出したが、これらの部隊も「ハルツ要塞」で降伏した。
師団の最も特筆すべき戦闘は、1944年12月13日から18日まで行われた「ケスターニヒの戦い」で、米第78歩兵師団第310歩兵連隊の大隊を包囲し、300人以上の将兵を捕虜とする戦功をあげた。
他の国民擲弾兵師団と同様、師団の兵力は空軍と海軍の兵員（一説には全体の50％）で補われていたが、第272歩兵師団以来の戦闘経験の豊富な多数のベテラン将校と下士官を有していた。
国民擲弾兵師団はそれまでの16,000人の師団編成と比べて、約10,000人程度と兵員数が少なく、Kar98kの他StG44などの新兵器が装備された。
これら新兵器の配備は、師団が国民（「das Volk」）によって、最後まで戦う意志をもった模範的な部隊であることを示すプロパガンダとしての側面があった。幾つかの国民擲弾兵師団は、こうした理想像を実現していたが、殆どはそのような華々しい戦功は得られず、戦争の終わりまでに「国民擲弾兵」の用語は連合軍によって二線級部隊を意味するものと見なされた。

### 作戦地域
| 年     | 月日 | 軍団 (Armee-Korps)    | 軍 (Armee)                   | 軍集団 (Heeresgruppe)      | 師団本部               |
| ------ | ---- | --------------------- | ---------------------------- | -------------------------- | ---------------------- |
| 1944年 | 10月 | （編成中）            | ―                            | ―                          | デーベリッツ           |
| 1944年 | 11月 | 自由運用 （z. Vfg.）  | 第7軍 （7.Armee）            | B軍集団 （Heeresgruppe B） | アイフェル             |
| 1944年 | 12月 | 第LXXIV軍団 （LXXIV） | 第7軍 （7.Armee）            | B軍集団 （Heeresgruppe B） | アイフェル             |
| 1945年 | 1月  | 第LXXIV軍団 （LXXIV） | 第15軍 （15. Armee）         | B軍集団 （Heeresgruppe B） | アイフェル             |
| 1945年 | 2月  | 第LXXIV軍団 （LXXIV） | 第5装甲軍 （5. Panzerarmee） | B軍集団 （Heeresgruppe B） | アイフェル             |
| 1945年 | 3月  | 第LXXIV軍団 （LXXIV） | 第15軍                       | B軍集団 （Heeresgruppe B） | ヘッセン及びハルツ山地 |

### 歴代師団長
- フリードリヒ・キッテル大佐（1944年9月）
- ゲオルク・コスマラ（英語版）大佐（1944年9月30日～12月13日）
- オイゲン・ケーニヒ少将（1944年12月13日～1945年4月14日）

### 戦闘序列
- 第980擲弾兵連隊（Grenadier-Regiment 980）
- 第981擲弾兵連隊（Grenadier-Regiment 981）
- 第982擲弾兵連隊（Grenadier-Regiment 982）
- 第272偵察大隊（Divisions-Füsilier-Kompanie 272）
- 第272砲兵連隊（Artillerie-Regiment 272）
- 第272工兵大隊（Pionier-Bataillon 272）
- 第272対戦車猟兵大隊（Panzerjäger-Abteilung 272）
- 第277通信大隊（Divisions-Nachrichten-Abteilung 272）
- 第272師団補給指導部（Divisions-Nachschubführer 272）